# Cenfus
Cenfus est un possible roi des Saxons de l'Ouest de la deuxième moitié du VIIe siècle.

## Biographie
La Chronique anglo-saxonne, qui retrace l'ascendance de son fils Æscwine, en fait un descendant de Cerdic, le fondateur légendaire du royaume de Wessex : Æscwine, fils de Cenfus, fils de Cenfrith, fils de Cuthgils, fils de Ceolwulf, fils de Cynric, fils de Cerdic.
Son règne potentiel se situe dans la période confuse de l'histoire du Wessex qui sépare la mort du roi Cenwalh, en 672 ou 673, de l'avènement de Cædwalla, en 685 ou 686. Les sources ne s'accordent pas sur la succession royale durant cette douzaine d'années. D'après la Chronique anglo-saxonne et les listes royales du Wessex, la femme de Cenwalh, Seaxburh, monte sur le trône pendant deux ans, suivie par Æscwine (le fils de Cenfus) pendant deux ans et Centwine pendant neuf ans. Cependant, une variante de la liste royale utilisée par le chroniqueur du XIIe siècle Jean de Worcester au XIIe siècle présente une chronologie différente : un an pour Seaxburh, deux ans pour Cenfus, près de trois ans pour Æscwine et sept ans pour Centwine,.
Il est vraisemblable que les listes royales présentent une version lissée des choses, car Bède le Vénérable affirme dans son Histoire ecclésiastique du peuple anglais qu'à la mort de Cenwalh, « les vassaux s'emparèrent du royaume de ce peuple et se le partagèrent entre eux » pendant une décennie entière. La pratique du partage de la royauté est moins bien attestée au Wessex que dans d'autres royaumes anglo-saxons, mais il n'est pas à exclure que plusieurs souverains aient régné en même temps entre Cenwalh et Cædwalla et que Cenfus soit l'un d'eux.